# 春だったね'97
春だったね'97（はるだったね・ナインティセブン）はザ・グルーヴァーズのシングル。

## 内容
吉田拓郎が1972年に発売されたアルバム『元気です。』に収録されている楽曲をカバー。藤井一彦はカバーしたことについて「俺の曲かと思うぐらい違和感がなかった」とコメントしている。

## 批評
CDジャーナルは「それはグルーヴァーズがロックのキモをつかんでいる証明でもり、いいキモはいつ食べてもおいしい証明でもあります」と評した

## 収録曲
全曲　編曲：THE GROOVERS
1. 春だったね'97
作詞：田口叔子　作曲：吉田拓郎
2. (I'm not a)COMMAND MAN
作詞：藤井一彦　作曲：THE GROOVERS
3. ピラニア
作詞・作曲：藤井一彦